# South Croxton
South Croxton is een civil parish in het bestuurlijke gebied Charnwood, in het Engelse graafschap Leicestershire.